# 寒風山 (高知県・愛媛県)
寒風山（かんぷうざん）は、四国山地西部の石鎚山脈に属する山である。四国百名山に選定されている。かつては「さむかぜやま」と呼ばれた。

## 概要
山名の由来は定かではないが、旧国道194号の寒風山隧道(1,120m)の上にある桑瀬峠(1,451m)は季節風の通り道であり、その傍にある寒風山が冬季に北西風をまともに受ける位置にあるのは確かである。山頂南西側の峰は険しい岩稜で断崖となっているが、北東側の最高峰はシコクザサに覆われた360度の展望の利く山頂である。1964年には桑瀬峠直下に旧国道の寒風山隧道が開通し、さらに1999年には新寒風山トンネルが開通した。桑瀬峠の愛媛県側は現在は笹が生い茂り通行不能である。
山頂からは間近に笹ヶ峰およびちち山、冠山、筒上山および伊予富士など石鎚山脈の山々、さらに瀬戸内海から太平洋まで望む。寒風山から平家平にかけて笹ヶ峰一帯の山稜部は1982年に笹ヶ峰自然環境保全地域に指定された。
寒風山隧道の愛媛県側出口直下の標高950m地点には明治初期に発見され稼行されてきた銅山である基安鉱山があったが1972年に閉山し、現在ではズリ山がその痕跡を留めるのみである。

## 登山ルート
寒風山隧道の高知県側出口、売店横の登山口から桑瀬峠に至り、稜線を北側へ縦走して山頂に至る。寒風山隧道の愛媛県側出口から直登するルートもあるがガレ場で急斜面である。

## ギャラリー

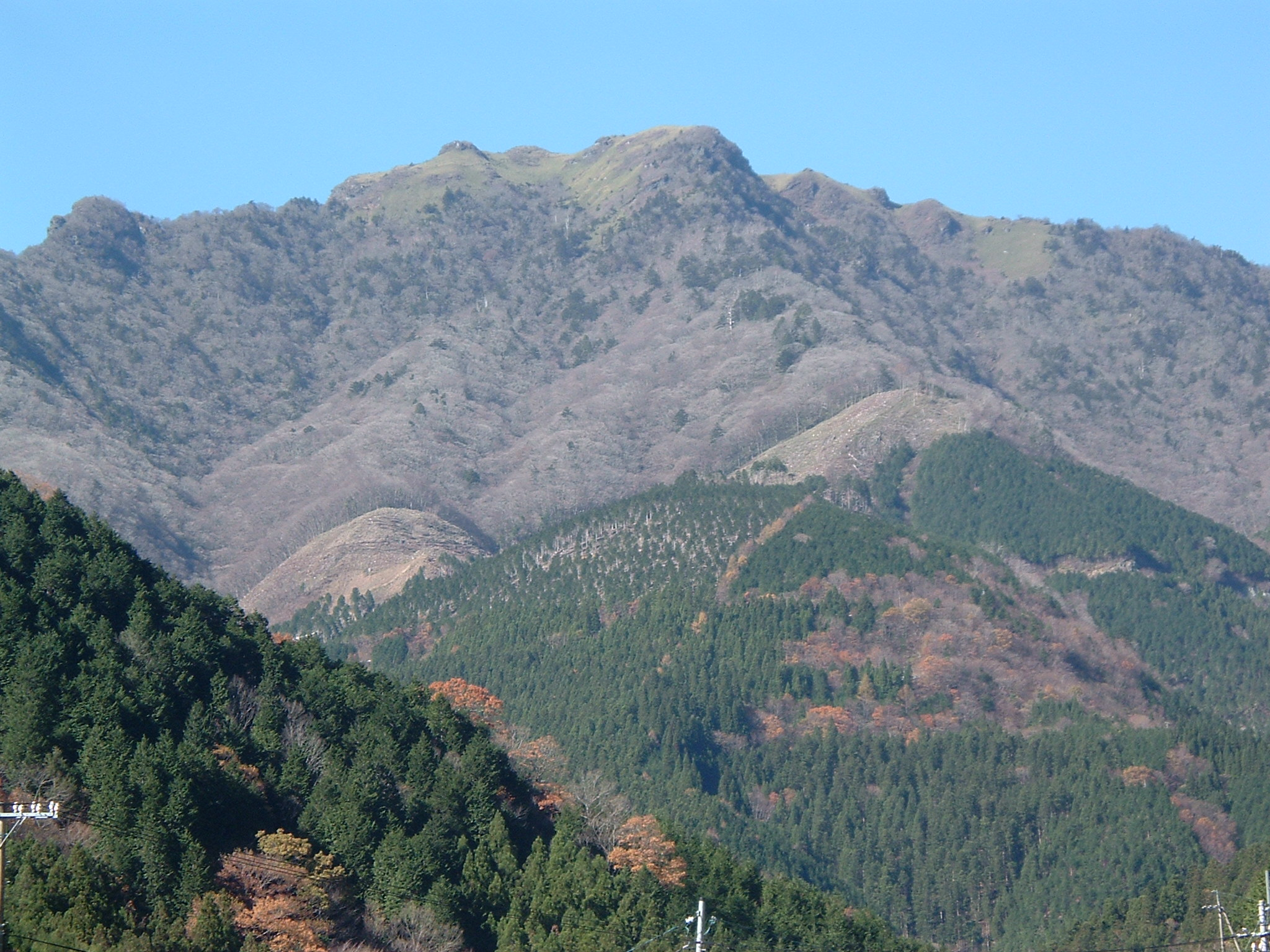
道の駅木の香付近から望む寒風山
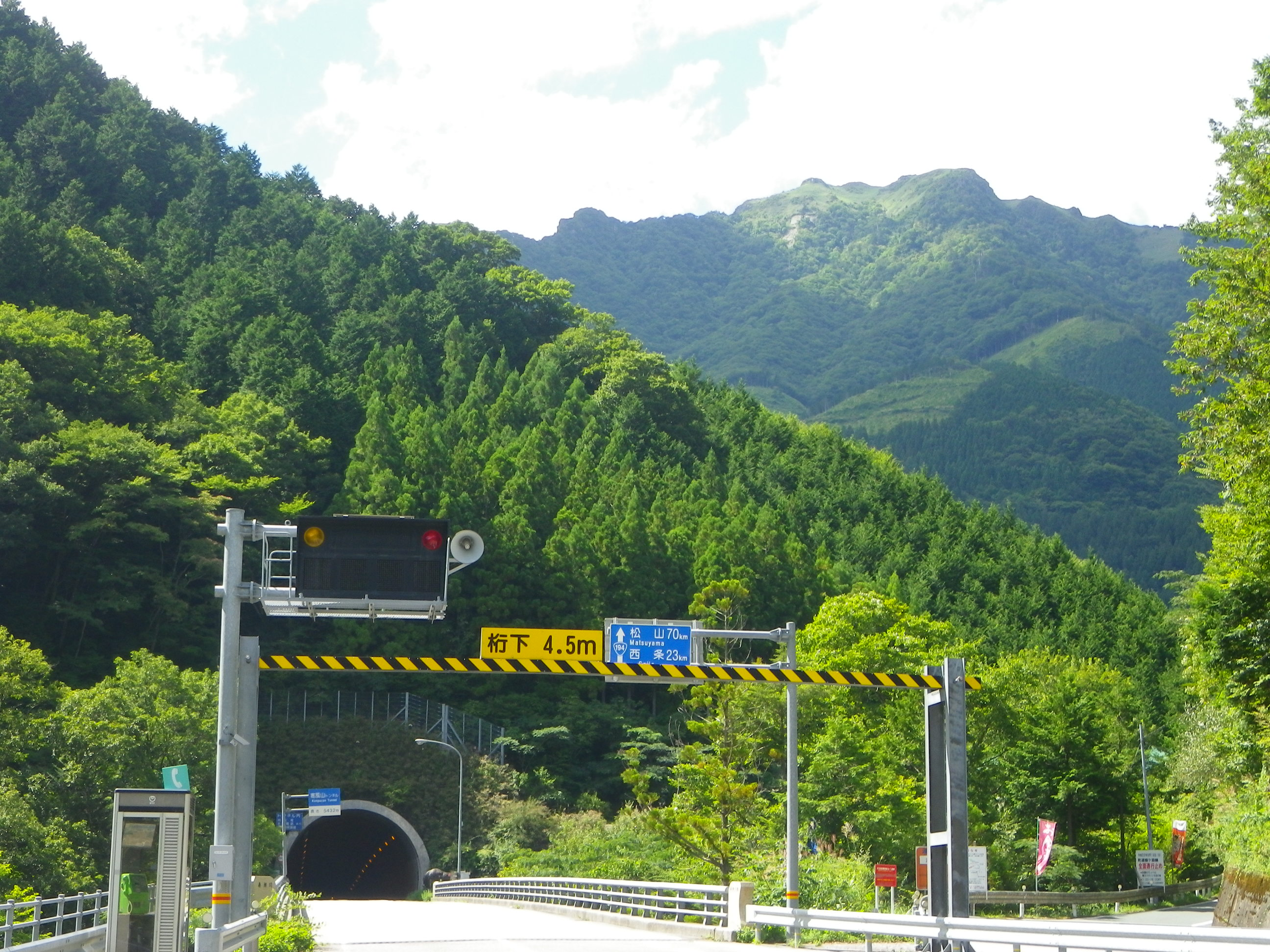
寒風山トンネル高知県側出口と寒風山
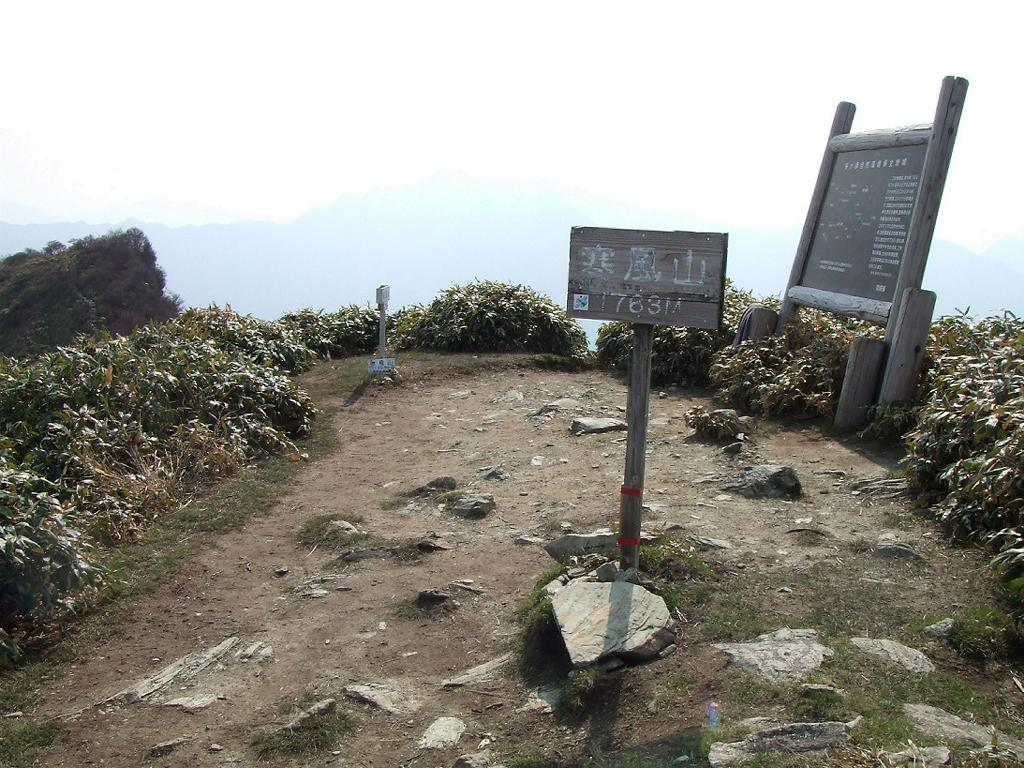
頂上
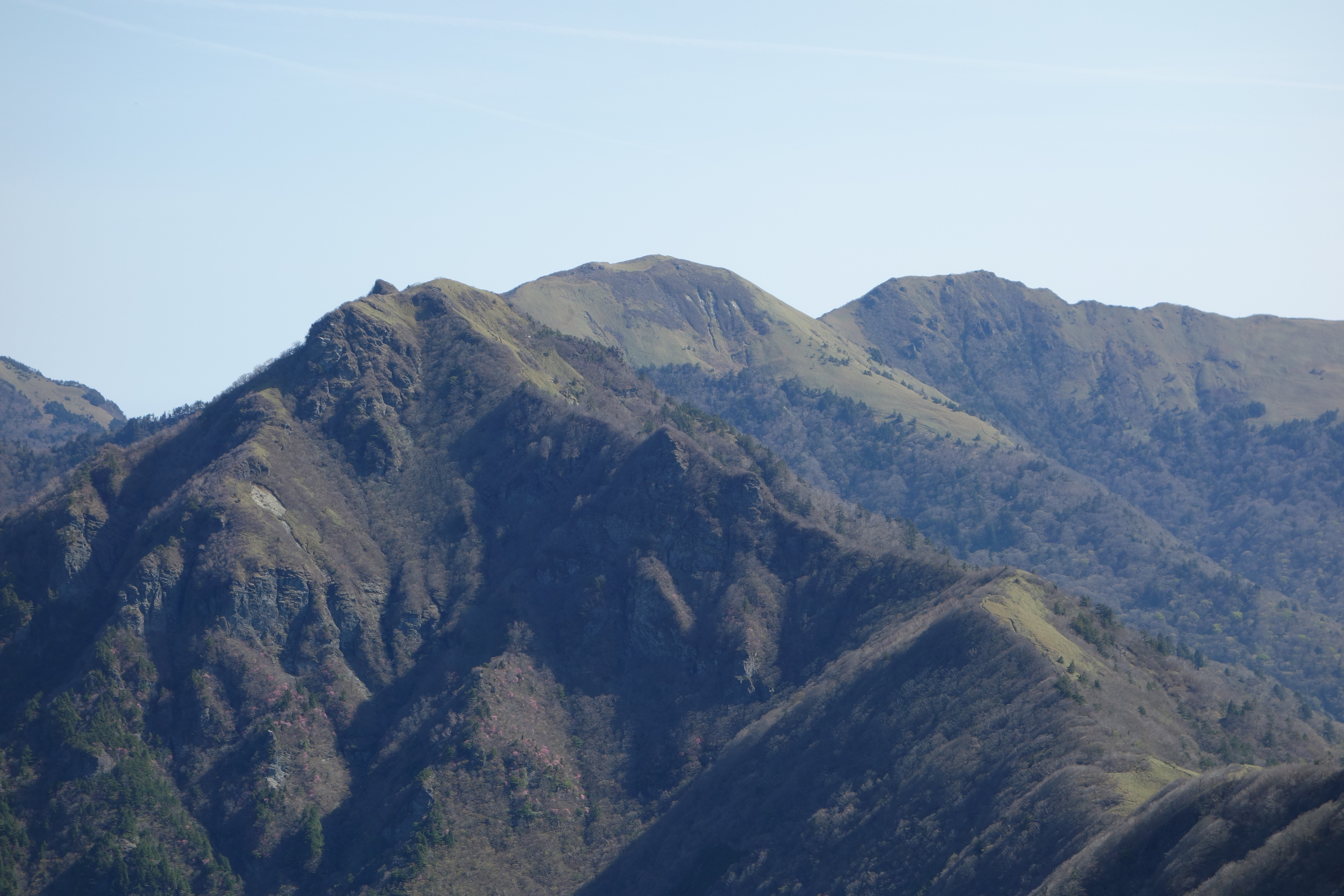
伊予富士からの寒風山・笹ヶ峰・ちち山
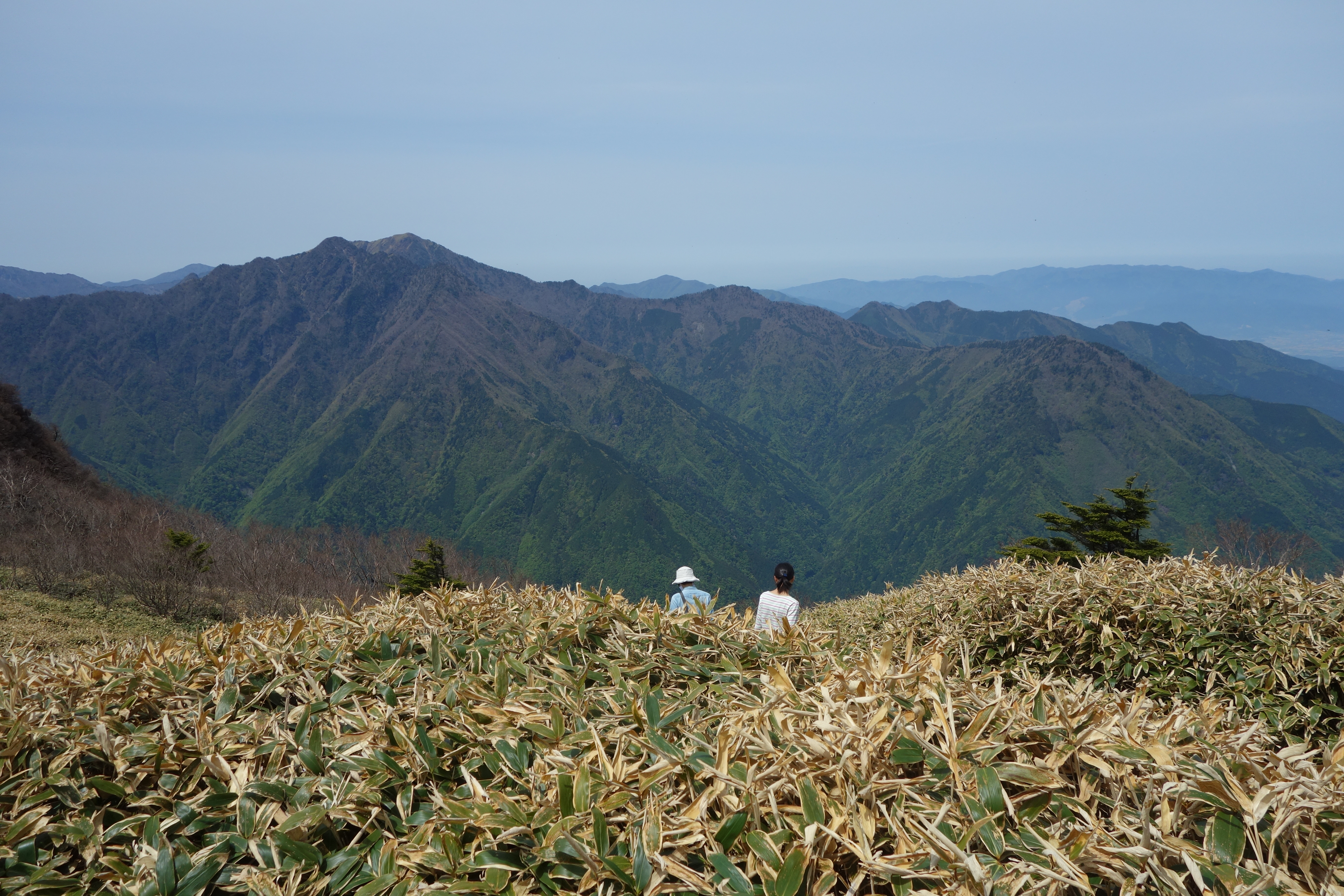
寒風山からの瓶ヶ森
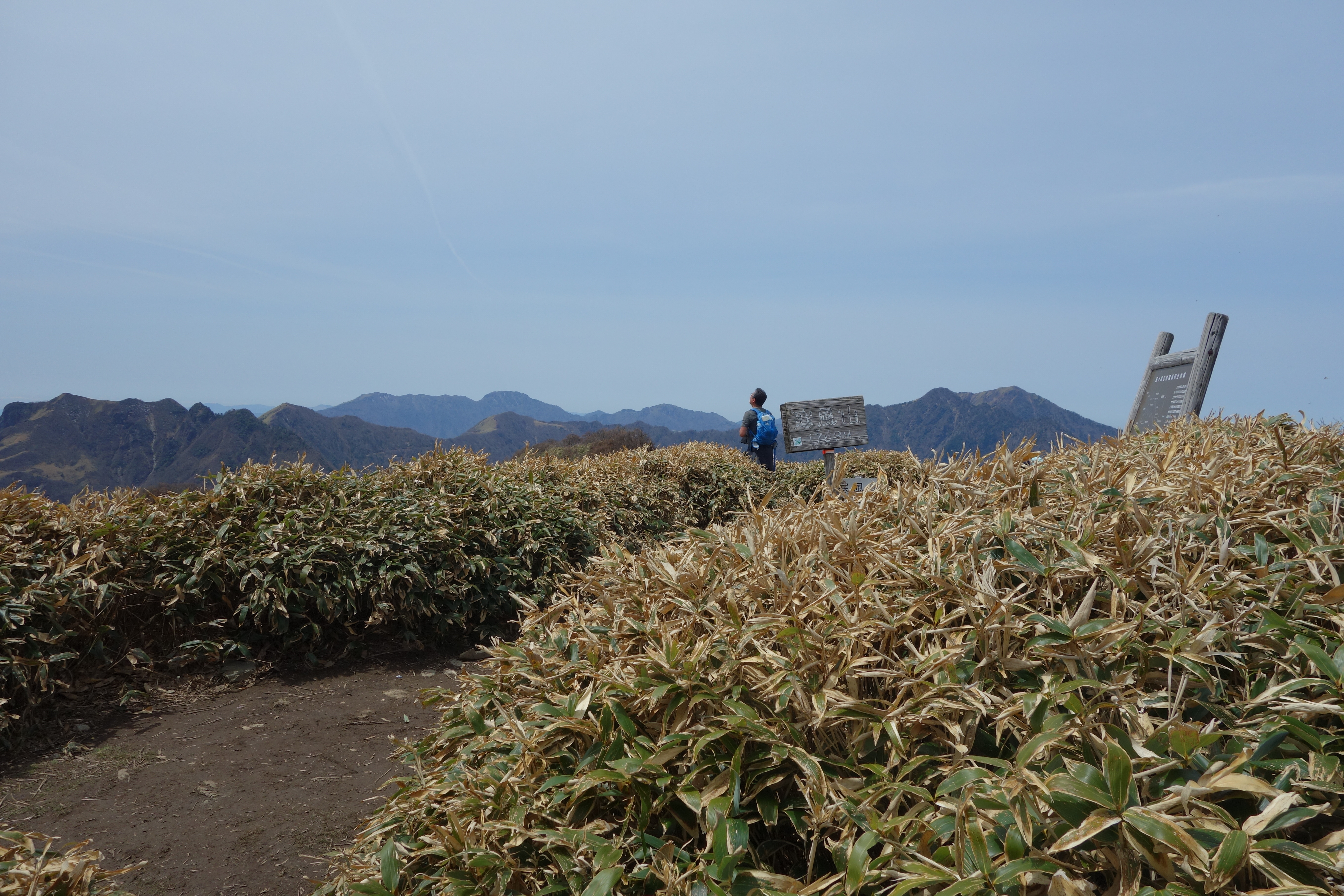
寒風山山頂
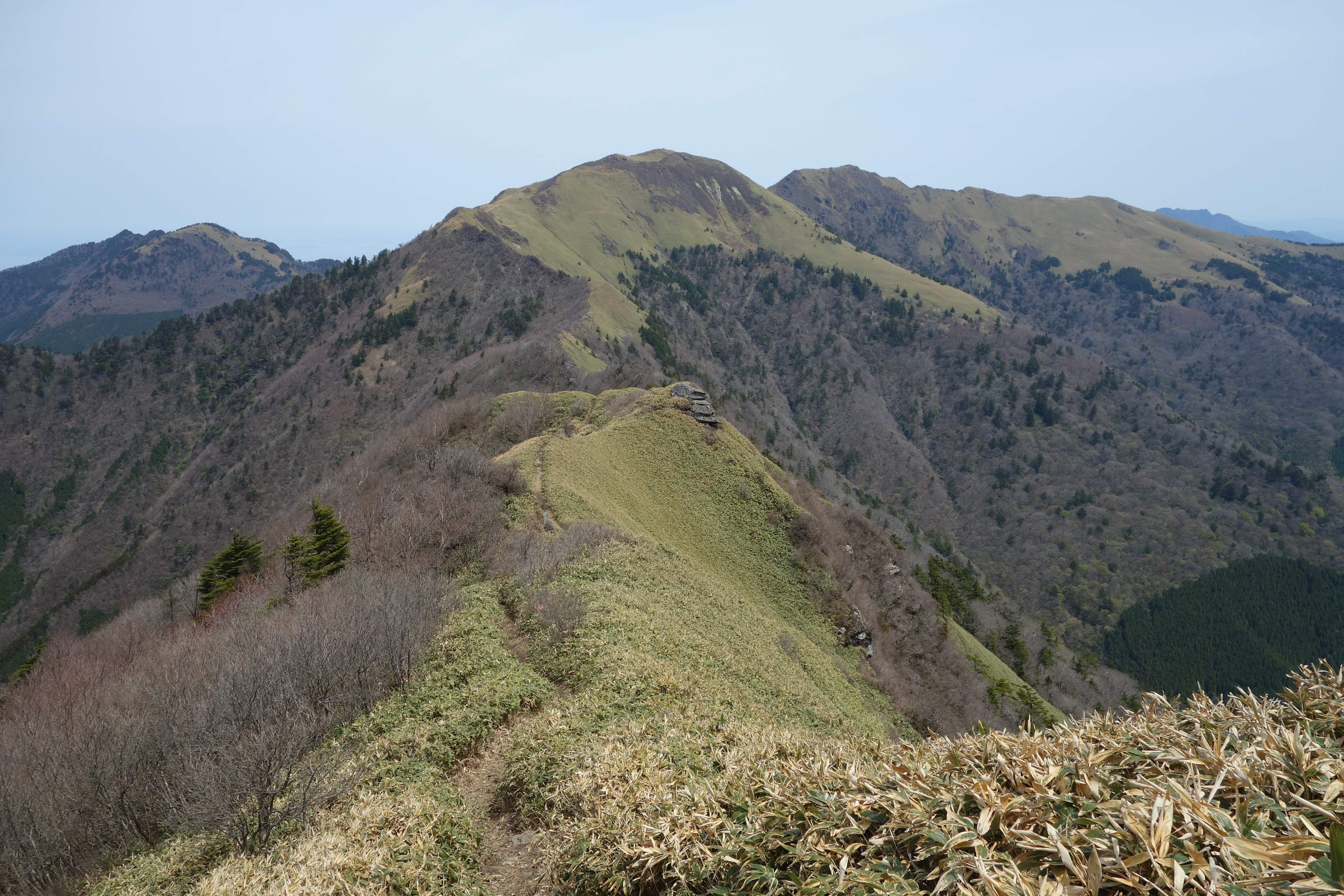
寒風山からの笹ヶ峰
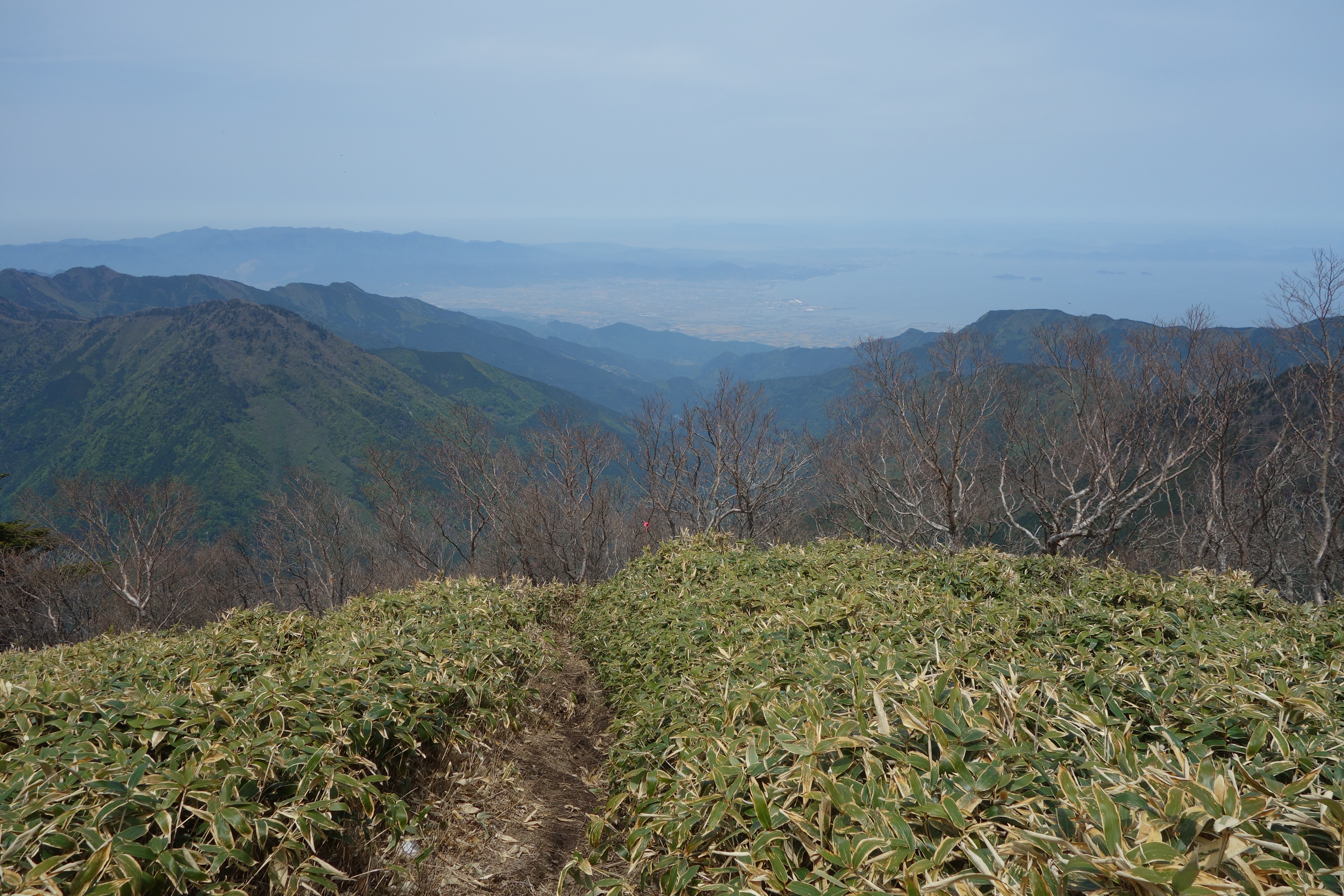
寒風山からの西条市